# بابوت
بابوت (به مجاری:  Babót) روستایی در مجارستان است که در دیور-موشون-شوپرون واقع شده‌است.

## خصوصیات
بابوت ۲۱٫۶۵ کیلومترمربع مساحت و ۱٬۱۴۸ نفر جمعیت دارد.